# Пайматюнінг-Сентрал (Пенсільванія)
Пайматюнінг-Сентрал (англ. Pymatuning Central) — переписна місцевість (CDP) в США, в окрузі Кроуфорд штату Пенсільванія. Населення — 2054 особи (2020).

## Географія
Пайматюнінг-Сентрал розташований за координатами 41°35′20″ пн. ш. 80°28′42″ зх. д. / 41.58889° пн. ш. 80.47833° зх. д. (41.588888, -80.478290).  За даними Бюро перепису населення США в 2010 році переписна місцевість мала площу 42,56 км², з яких 42,40 км² — суходіл та 0,16 км² — водойми.

## Демографія
Згідно з переписом 2010 року, у переписній місцевості мешкало 2269 осіб у 1067 домогосподарствах у складі 656 родин. Густота населення становила 53 особи/км².  Було 3098 помешкань (73/км²).
Расовий склад населення:
| - 98,8 % — білих - 0,2 % — корінних американців - 0,2 % — чорних або афроамериканців - 0,1 % — азіатів |

До двох чи більше рас належало 0,7 %. Частка іспаномовних становила 0,3 % від усіх жителів.
За віковим діапазоном населення розподілялося таким чином: 16,7 % — особи молодші 18 років, 56,8 % — особи у віці 18—64 років, 26,5 % — особи у віці 65 років та старші. Медіана віку мешканця становила 52,6 року. На 100 осіб жіночої статі у переписній місцевості припадало 101,9 чоловіків;  на 100 жінок у віці від 18 років та старших — 101,7 чоловіків також старших 18 років.
Середній дохід на одне домашнє господарство  становив 51 867 доларів США (медіана — 41 029), а середній дохід на одну сім'ю — 61 640 доларів (медіана — 51 875). Медіана доходів становила 49 265 доларів для чоловіків та 30 288 доларів для жінок. За межею бідності перебувало 12,0 % осіб, у тому числі 14,9 % дітей у віці до 18 років та 7,8 % осіб у віці 65 років та старших.
Цивільне працевлаштоване населення становило 922 особи. Основні галузі зайнятості: освіта, охорона здоров'я та соціальна допомога — 29,4 %, роздрібна торгівля — 12,3 %, виробництво — 10,8 %.